# آنیتا اکمیر
آنیتا اکمیر (سوئدی: Agneta Eckemyr؛ ‏ ۲ ژوئیهٔ ۱۹۵۰ – ۲۹ دسامبر ۲۰۱۸) بازیگر، مدل و طراح مد اهل سوئد بود.
از فیلم‌هایی که وی در آن‌ها نقش داشته‌است، می‌توان به فیلم کنتاکی فراید، کشته‌های زمستان و جای نگرانی نیست اشاره نمود.